# Kokoro Connect
Kokoro Connect (ココロコネクト, Kokoro Konekuto) est une série de light novels écrite par Sadanatsu Anda avec des illustrations de Shiromizakana.  La série comprend onze volumes publiés par Enterbrain entre janvier 2010 et septembre 2013. Deux adaptations en mangas ont été publiés par Enterbrain et Kadokawa Shoten. Une adaptation en série télévisée d'animation de treize épisodes réalisée par Shinya Kawamo et produite par le studio Silver Link a été diffusée au Japon entre juillet et septembre 2012. Quatre autres épisodes ont été diffusés le 30 décembre 2012.

## Synopsis
L'histoire se déroule avec cinq lycéens, Taichi, Iori, Himeko, Yoshifumi et Yui, qui sont tous membres du Club Culturel Étudiant (CCE). Un jour, ils commencent à éprouver un phénomène dans lequel ils échangent au hasard leurs corps. C'est ainsi que cela commence et ils vont par la suite devoir traverser de nombreux autres tests dont le responsable n'est autre que "Fuuzen Kazura" (litt. "Cœur des Indes" en français). Ces cinq amis sont donc confrontés à de nombreux phénomènes différents selon les caprices de cet être mystérieux qui cherche par là un moyen de distraction. Leur amitié est mise à l'épreuve tout au long de cette histoire.

## Personnages
Taichi Yaegashi (八重樫 太一, Yaegashi Taichi)
Doublage par Takahiro Mizushima
Taichi est le personnage principal et un grand fan de catch. Lui et quatre autres ont formé le club culturel parce que leur école ne disposait pas du club qu'ils voulaient rejoindre. Il est généralement désintéressé et généralement prêt à essayer d'aider les autres dans le besoin. Il avoue son amour à Iori pendant l'arc Hito Random mais se fait rejeter par celle-ci car il croyait qu'elle allait "mourir". Taichi avoue de nouveau à Iori par les phénomènes aléatoires mais est de nouveau rejeté parce que Iori croyait que Taichi ne connaissait pas "son véritable visage". Lors des événements d'échange au hasard, ses sentiments ont commencé à changer, puis il se déclare à Himeko d'ici la fin de l'arc.
Iori Nagase (永瀬 伊織, Nagase Iori)
Doublage par Aki Toyosaki
Iori est la présidente du CRC (Club de Recherche Culturelle). Elle vit seule avec sa mère qui est rarement à la maison. Ayant déjà eu un beau-père violent, elle avait appris à modifier sa personnalité pour s'adapter aux attentes des autres, au point qu'elle ne sait plus qui elle était censée être à l'origine. Elle est amoureuse de Taichi, mais décide de reporter leur relation jusqu'à ce que les phénomènes soit terminés. Dans Kizu hasard, elle découvre que Himeko a des sentiments pour Taichi, aussi, Iori la confronte et l'encourage plus tard à se déclarer à lui. À la fin de l'arc Kako random, elle commence à remettre en question si oui ou non elle a des sentiments pour Taichi et si les gens savent vraiment le vrai son. Elle est parfois contrôlée par Fūsen Kazura quand un phénomène touche à sa fin.
Himeko Inaba (稲 叶 姫 子, Inaba Himeko)
Doublage par Miyuki Sawashiro
Inaba est la vice-présidente du Club de Recherche Culturelle et elle est une camarade de classe de Taichi et Iori. Inaba est quelqu'un de très intelligent et elle est très douée pour recueillir et analyser des informations et, par conséquent, connaît beaucoup de détails privés sur les autres membres du club. Inaba a tendance à employer un langage vulgaire et est très directe. Elle n'aime pas son prénom Himeko car il a pour signification " princesse " en japonais. Sa signification pour cette dernière est celle d'un enfant ayant besoin d'être soigné. Même si Inaba ne le montre pas, ses amis sont très importants pour elle. Elle serait prête à sacrifier son propre bonheur afin que le groupe puisse rester uni. Elle est une personne naturellement méfiante et se soucie constamment des effets néfastes de chaque phénomène. Lors de l'arc Kizu Hasard, elle avoue à Iori qu'elle a des sentiments pour Taichi. Cette dernière se fait d'ailleurs encourager par Iori afin qu'elle lui avoue. Inaba a beaucoup de difficultés à faire confiance aux gens de peur d'être blessée, ce qui inclut ses amis. Inaba prétend être née avec ce problème et n'a pas été en mesure de faire confiance aux autres toute sa vie.  Au cours de la série, Inaba retire progressivement ses murs défensifs et apprend lentement à aimer et à faire confiance à ses amis sans condition.
Yui Kiriyama (桐山 唯, Kiriyama Yui)
Doublage par Hisako Kanemoto
Yoshifumi Aoki (青木 義文, Aoki Yoshifumi)
Doublage par Takuma Terashima
Chihiro Uwa (宇和 千尋, Uwa Chihiro)
Doublage par Toshiyuki Toyonaga
Shino Enjōji (円城寺 紫乃, Enjōji Shino)
Doublage par Nao Tōyama
Fūsen Kazura (ふうせんかずら, Fūsen Kazura)

## Light novel
La publication de la série de light novel est écrite par Sadanatsu Anda et illustrée par Yukiko Horiguchi. Le premier volume, initialement nommé Hito Tsunagari Te, Doko e Yuku (ヒトツナガリテ、ドコへユク), a gagné le prix spécial lors des 11e Enterbrain Entertainment Awards. Le premier volume est alors publié le 30 janvier 2010 sous le titre Kokoro Connect Hito Random (ココロコネクト ヒトランダム). La parution de la série principale a pris fin le 30 mars 2013 et une histoire parallèle est sortie le 30 septembre 2013.

## Manga
Une adaptation en manga dessiné par Cuteg est publiée entre le 22 octobre 2010 et le 23 août 2013 dans le magazine en ligne Famitsu Comic Clear. Le premier volume relié est sorti le 14 mai 2011, et cinq volumes sont sortis en septembre 2013. Un second manga, nommé Kokoro Connect On Air et basé sur l'adaptation animée, est dessiné par Na! et a été prépublié dans le magazine Nyantype entre juillet 2012 et mars 2013 et compilé en un unique volume le 28 mars 2013 par Kadokawa Shoten. Deux volumes intitulés Magi-Cu 4-koma Kokoro Connect (マジキュー4コマ ココロコネクト) ont été publiés par Enterbrain respectivement le 25 juillet et 25 septembre 2012,.

## Anime
Une adaptation en série télévisée d'animation a été annoncée en octobre 2011. Elle est produite par le studio Silver Link, réalisée par Shinya Kawamo et reprend la même distribution que pour les drama CDs. La série comporte au total dix-sept épisodes : les treize premiers ont été diffusés entre le 8 juillet et le 30 septembre 2012, et les quatre derniers le 30 décembre 2012 sur AT-X. Sept DVD regroupant l'intégralité de la série sont sortis entre le 24 octobre 2012 et le 24 avril 2013.

## Produits dérivés

### Drama CD
Un premier drama CD intitulé Kokoro Connect Natsu to Mizugi to Bōfūu (ココロコネクト 夏と水着と暴風雨) est sorti le 16 février 2011. Un second intitulé Kokoro Connect Haru to Date to Imōto Gokko (ココロコネクト　春とデートと妹ごっこ) est sorti le 6 janvier 2012.

### Jeu vidéo
Un visual novel nommé Kokoro Connect Yochi Random (ココロコネクト　ヨチランダム), développé par Banpresto et édité par Namco Bandai Games, est sorti sur PlayStation Portable le 22 novembre 2012,.